# Into the Rush
Into the Rush är tonårspopduon Aly & AJ:s debutalbum, utgivet den 16 augusti 2005. Den 8 augusti 2006 släpptes en deluxe-version av albumet, som innehåller tre helt nya låtar och två remixer.

## Låtförteckning
1. "Rush" – 3:11
2. "No One" – 2:58
3. "Collapsed" – 2:57
4. "Something More" – 3:40
5. "On the Ride" – 3:31
6. "Speak for Myself" – 3:10
7. "Out of the Blue" – 2:58
8. "In a Second" – 3:35
9. "I Am One of Them" – 3:25
10. "Sticks and Stones" – 3:47
11. "Protecting Me" – 2:59
12. "Slow Down" – 3:55
13. "Do You Believe in Magic" – 2:14
14. "Walking on Sunshine" – 3:54

Deluxe edition (CD / DVD släpptes 8 augusti 2006)
- Disc 1 [CD]

1. "Chemicals React" – 2:55
2. "Shine" – 3:25
3. "Never Far Behind" – 3:19
4. "Something More" (new version) – 3:36
5. "Collapsed" (new version) – 2:53
6. "Rush" – 3:11
7. "No One" – 2:58
8. "On the Ride" – 3:31
9. "In a Second" – 3:35
10. "Speak for Myself" – 3:10
11. "Out of the Blue" – 2:58
12. "I Am One of Them" – 3:25
13. "Sticks and Stones" – 3:47
14. "Protecting Me" – 2:59
15. "Slow Down" – 3:55
16. "Do You Believe in Magic" – 2:14
17. "Walking on Sunshine" – 3:54

- Disc 2 [DVD]

1. "Chemicals React"
2. "Chemicals React" [Animated Simlish Version]
3. "Rush"
4. "On the Ride" (Target special bonus only)